# Galeodes abessinicus
Espèce
Galeodes abessinicus est une espèce de solifuges de la famille des Galeodidae.

## Distribution
Cette espèce est endémique d'Éthiopie.

## Description
Le mâle holotype mesure 31 mm.

## Étymologie
Son nom d'espèce lui a été donné en référence au lieu de sa découverte, l'Abyssinie.

## Publication originale
- Roewer, 1934 : Solifuga, Palpigrada. Dr. H.G. Bronn's Klassen und Ordnungen des Thier-Reichs, wissenschaftlich dargestellt in Wort und Bild. Akademische Verlagsgesellschaft M. B. H., Leipzig. Fünfter Band: Arthropoda; IV. Abeitlung: Arachnoidea und kleinere ihnen nahegestellte Arthropodengruppen, vol. 4, p. 1-723 (texte intégral).